# Campionats d'Europa de ciclocròs
Els campionats d'Europa de ciclocròs són organitzats per la Unió Europea de Ciclisme i tenen lloc tots els anys durant el mes de novembre, a l'inici de la temporada de ciclocròs.

## Proves
- Campionat d'Europa masculí, organitzat des de 2015.
- Campionat d'Europa femení organitzat des de 2003.
- Campionat d'Europa sub-23 masculí, organitzat des de 2003.
- Campionat d'Europa sub-23 femení, organitzat des de 2013.
- Campionat d'Europa júnior masculí, organitzat des de 2003.
- Campionat d'Europa júnior femení, organitzat des de 2019.
- Campionat d'Europa per relleus mixt, organitzat des de 2023.

## Seus
| Any  | País          | Vila                     |
| ---- | ------------- | ------------------------ |
| 2003 | Txèquia       | Tábor                    |
| 2004 | Bèlgica       | Vossem                   |
| 2005 | França        | Pontchâteau              |
| 2006 | Països Baixos | Huijbergen               |
| 2007 | Suïssa        | Hittnau                  |
| 2008 | França        | Liévin                   |
| 2009 | Bèlgica       | Hoogstraten              |
| 2010 | Alemanya      | Frankfurt del Main       |
| 2011 | Itàlia        | Lucca                    |
| 2012 | Regne Unit    | Ipswich                  |
| 2013 | Txèquia       | Mladá Boleslav           |
| 2014 | Alemanya      | Lorsch                   |
| 2015 | Països Baixos | Huijbergen               |
| 2016 | França        | Pontchâteau              |
| 2017 | Txèquia       | Tábor                    |
| 2018 | Països Baixos | ’s-Hertogenbosch         |
| 2019 | Itàlia        | Silvelle di Trebaseleghe |
| 2020 | Països Baixos | ’s-Hertogenbosch         |
| 2021 | Països Baixos | Wijster                  |
| 2022 | Bèlgica       | Namur                    |
| 2023 | França        | Pontchâteau              |
| 2024 | Espanya       | Pontevedra               |
| 2025 | Bèlgica       | Middelkerke              |

## Palmarès

### Elit masculí
| Any  | Or                     | Plata                  | Bronze                 |
| 2015 | Lars van der Haar      | Wout Van Aert          | Kevin Pauwels          |
| 2016 | Toon Aerts             | Mathieu van der Poel   | Wout Van Aert          |
| 2017 | Mathieu van der Poel   | Lars van der Haar      | Toon Aerts             |
| 2018 | Mathieu van der Poel   | Wout Van Aert          | Laurens Sweeck         |
| 2019 | Mathieu van der Poel   | Eli Iserbyt            | Laurens Sweeck         |
| 2020 | Eli Iserbyt            | Michael Vanthourenhout | Lars van der Haar      |
| 2021 | Lars van der Haar      | Quinten Hermans        | Michael Vanthourenhout |
| 2022 | Michael Vanthourenhout | Lars van der Haar      | Laurens Sweeck         |
| 2023 | Michael Vanthourenhout | Cameron Mason          | Lars van der Haar      |
| 2024 | Thibau Nys             | Felipe Orts            | Eli Iserbyt            |

### Elit femení
| Any  | Or                         | Plata                      | Bronze                   |
| 2003 | Hanka Kupfernagel          | Marianne Vos               | Maryline Salvetat        |
| 2004 | Hanka Kupfernagel          | Maryline Salvetat          | Laurence Leboucher       |
| 2005 | Marianne Vos               | Daphny van den Brand       | Hanka Kupfernagel        |
| 2006 | Daphny van den Brand       | Hanka Kupfernagel          | Marianne Vos             |
| 2007 | Daphny van den Brand       | Maryline Salvetat          | Christel Ferrier-Bruneau |
| 2008 | Hanka Kupfernagel          | Maryline Salvetat          | Kateřina Nash            |
| 2009 | Marianne Vos               | Daphny van den Brand       | Helen Wyman              |
| 2010 | Daphny van den Brand       | Sanne van Paassen          | Helen Wyman              |
| 2011 | Daphny van den Brand       | Lucie Chainel              | Pauline Ferrand-Prévot   |
| 2012 | Helen Wyman                | Sanne van Paassen          | Nikki Harris             |
| 2013 | Helen Wyman                | Nikki Harris               | Lucie Chainel            |
| 2014 | Sanne Cant                 | Pavla Havlíková            | Nikki Harris             |
| 2015 | Sanne Cant                 | Jolien Verschueren         | Nikki Harris             |
| 2016 | Thalita de Jong            | Lucinda Brand              | Caroline Mani            |
| 2017 | Sanne Cant                 | Lucinda Brand              | Alice Maria Arzuffi      |
| 2018 | Annemarie Worst            | Marianne Vos               | Benise Betsema           |
| 2019 | Yara Kastelijn             | Eva Lechner                | Annemarie Worst          |
| 2020 | Ceylin del Carmen Alvarado | Annemarie Worst            | Lucinda Brand            |
| 2021 | Lucinda Brand              | Blanka Kata Vas            | Yara Kastelijn           |
| 2022 | Fem van Empel              | Ceylin del Carmen Alvarado | Blanka Kata Vas          |
| 2023 | Fem van Empel              | Ceylin del Carmen Alvarado | Sara Casasola            |
| 2024 | Fem van Empel              | Ceylin del Carmen Alvarado | Lucinda Brand            |

### Sub-23 masculí
| Any  | Or                     | Plata                 | Bronze                  |
| 2003 | Martin Zlámalík        | Martin Bína           | Steve Chainel           |
| 2004 | Lars Boom              | Niels Albert          | Martin Bína             |
| 2005 | Niels Albert           | Jan Soetens           | Zdeněk Štybar           |
| 2006 | Niels Albert           | Zdeněk Štybar         | Rob Peeters             |
| 2007 | Niels Albert           | Philipp Walsleben     | Lukáš Klouček           |
| 2008 | Philipp Walsleben      | Aurélien Duval        | Kenneth Van Compernolle |
| 2009 | Róbert Gavenda         | Pawel Szczepaniak     | Tom Meeusen             |
| 2010 | Lars van der Haar      | Elia Silvestri        | Joeri Adams             |
| 2011 | Lars van der Haar      | Mike Teunissen        | Stan Godrie             |
| 2012 | Mike Teunissen         | Corné van Kessel      | Julian Alaphilippe      |
| 2013 | Michael Vanthourenhout | Mathieu van der Poel  | Gianni Vermeersch       |
| 2014 | Wout Van Aert          | Laurens Sweeck        | Jakub Skála             |
| 2015 | Quinten Hermans        | Daan Hoeyberghs       | Eli Iserbyt             |
| 2016 | Quinten Hermans        | Joris Nieuwenhuis     | Sieben Wouters          |
| 2017 | Eli Iserbyt            | Tom Pidcock           | Sieben Wouters          |
| 2018 | Tom Pidcock            | Eli Iserbyt           | Antoine Benoist         |
| 2019 | Mickäel Crispin        | Timo Kielich          | Antoine Benoist         |
| 2020 | Ryan Kamp              | Thomas Mein           | Cameron Mason           |
| 2021 | Ryan Kamp              | Niels Vandeputte      | Thibau Nys              |
| 2022 | Emiel Verstrynge       | Thibau Nys            | Witse Meeussen          |
| 2023 | Jente Michels          | Emiel Verstrynge      | Rémi Lelandais          |
| 2024 | Jente Michels          | Filippo Agostinacchio | Aubin Sparfel           |

### Sub-23 femení
| Any  | Or                         | Plata                | Bronze                   |
| 2013 | Annefleur Kalvenhaar       | Sabrina Stultiens    | Alice Maria Arzuffi      |
| 2014 | Sabrina Stultiens          | Martina Mikulášková  | Alice Maria Arzuffi      |
| 2015 | Maud Kaptheijns            | Alice Maria Arzuffi  | Jana Czeczinkarova       |
| 2016 | Chiara Teocchi             | Hélène Clauzel       | Jana Czeczinkarova       |
| 2017 | Chiara Teocchi             | Laura Verdonschot    | Nikola Noskova           |
| 2018 | Ceylin del Carmen Alvarado | Inge van der Heijden | Fleur Nagengast          |
| 2019 | Ceylin del Carmen Alvarado | Anna Key             | Marion Norbert Riberolle |
| 2020 | Puck Pieterse              | Blanka Kata Vas      | Manon Bakker             |
| 2021 | Shirin van Anrooij         | Puck Pieterse        | Fem van Empel            |
| 2022 | Puck Pieterse              | Line Burquier        | Shirin van Anrooij       |
| 2023 | Zoe Bäckstedt              | Marie Schreiber      | Kristýna Zemanová        |
| 2024 | Célia Gery                 | Marie Schreiber      | Leonie Bentveld          |

### Júnior masculí
| Any  | Or                   | Plata                 | Bronze                  |
| 2003 | Niels Albert         | Roman Kreuziger       | Clément Lhotellerie     |
| 2004 | Julien Taramarcaz    | Ricardo van der Velde | Christoph Pfingsten     |
| 2005 | Róbert Gavenda       | Yannick Martinez      | Dries Govaerts          |
| 2006 | Vincent Baestaens    | Joeri Adams           | Ramon Sinkeldam         |
| 2007 | Lubomír Petruš       | Arnaud Jouffroy       | Peter Sagan             |
| 2008 | Tijmen Eising        | Lars van der Haar     | Sean De Bie             |
| 2009 | Émilien Viennet      | Laurens Sweeck        | Michiel van der Heijden |
| 2010 | Lars Forster         | Jakub Skála           | Quentin Jauregui        |
| 2011 | Mathieu van der Poel | Quentin Jauregui      | Romain Seigle           |
| 2012 | Mathieu van der Poel | Clément Russo         | Yannick Peeters         |
| 2013 | Yannick Peeters      | Adam Toupalik         | Yann Gras               |
| 2014 | Eli Iserbyt          | Jappe Jaspers         | Johan Jacobs            |
| 2015 | Jens Dekker          | Mitch Groot           | Thomas Bonnet           |
| 2016 | Thomas Pidcock       | Nicolas Guillemin     | Timo Kielich            |
| 2017 | Loris Rouiller       | Tomáš Kopecký         | Ben Tulett              |
| 2018 | Pim Ronhaar          | Witse Meeussen        | Thibau Nys              |
| 2019 | Thibau Nys           | Jente Michels         | Dario Lillo             |
| 2020 | no organitzada       | no organitzada        | no organitzada          |
| 2021 | Aaron Dockx          | David Haverdings      | Luca Paletti            |
| 2022 | Léo Bisiaux          | Daniel Weis Nielsen   | Guus van den Eijnden    |
| 2023 | Aubin Sparfel        | Zsombor Takács        | Jules Simon             |
| 2024 | Mattia Agostinacchio | Valentin Hofer        | Mats Vanden Eynde       |

### Júnior femení
| Any  | Or                | Plata            | Bronze              |
| 2019 | Puck Pieterse     | Olivia Onesti    | Shirin van Anrooij  |
| 2020 | no organitzada    | no organitzada   | no organitzada      |
| 2021 | Zoe Bäckstedt     | Leonie Bentveld  | Nienke Vinke        |
| 2022 | Lauren Molengraaf | Valentina Corvi  | Xaydee Van Sinaey   |
| 2023 | Célia Gery        | Cat Ferguson     | Viktória Chladonová |
| 2024 | Anja Grossmann    | Barbora Bukovská | Giorgia Pellizotti  |

### Relleu mixt
| Any  | Or | Plata                                                                                                 | Bronze |
| 2023 | França · Aubin Sparfel · Rémi Lelandais · Célia Gery · Electa Gallezot · Hélène Clauzel · Joshua Dubau                          | Regne Unit · Anna Kay · Daniel Barnes · Imogen Wolff · Oscar Amey · Cat Ferguson · Cameron Mason      | Bèlgica · Yorben Lauryssen · Naud De Clercq · Xaydée Van Sinaey · Shanyl De Schoesitter · Sanne Cant · Witse Meeussen |
| 2024 | Itàlia · Federico Ceolin · Mattia Agostinacchio · Lucia Bramati · Giorgia Pellizotti · Francesca Baroni · Filippo Agostinacchio | França · Théophile Vassal · Aubin Sparfel · Célia Gery · Lisa Revol · Hélène Clauzel · Rémi Lelandais | Espanya · Miguel Rodríguez · Benjamín Noval · Lorena Patiño · Aroa Otero · Sofia Rodríguez · Felipe Orts              |